# 龙胜梅花草
龙胜梅花草（学名：Parnassia longshengensis），为卫矛科梅花草属下的一个植物种。其种加词“longshengensis”意为“广西龙胜各族自治县的”。